# Alfred Merlin

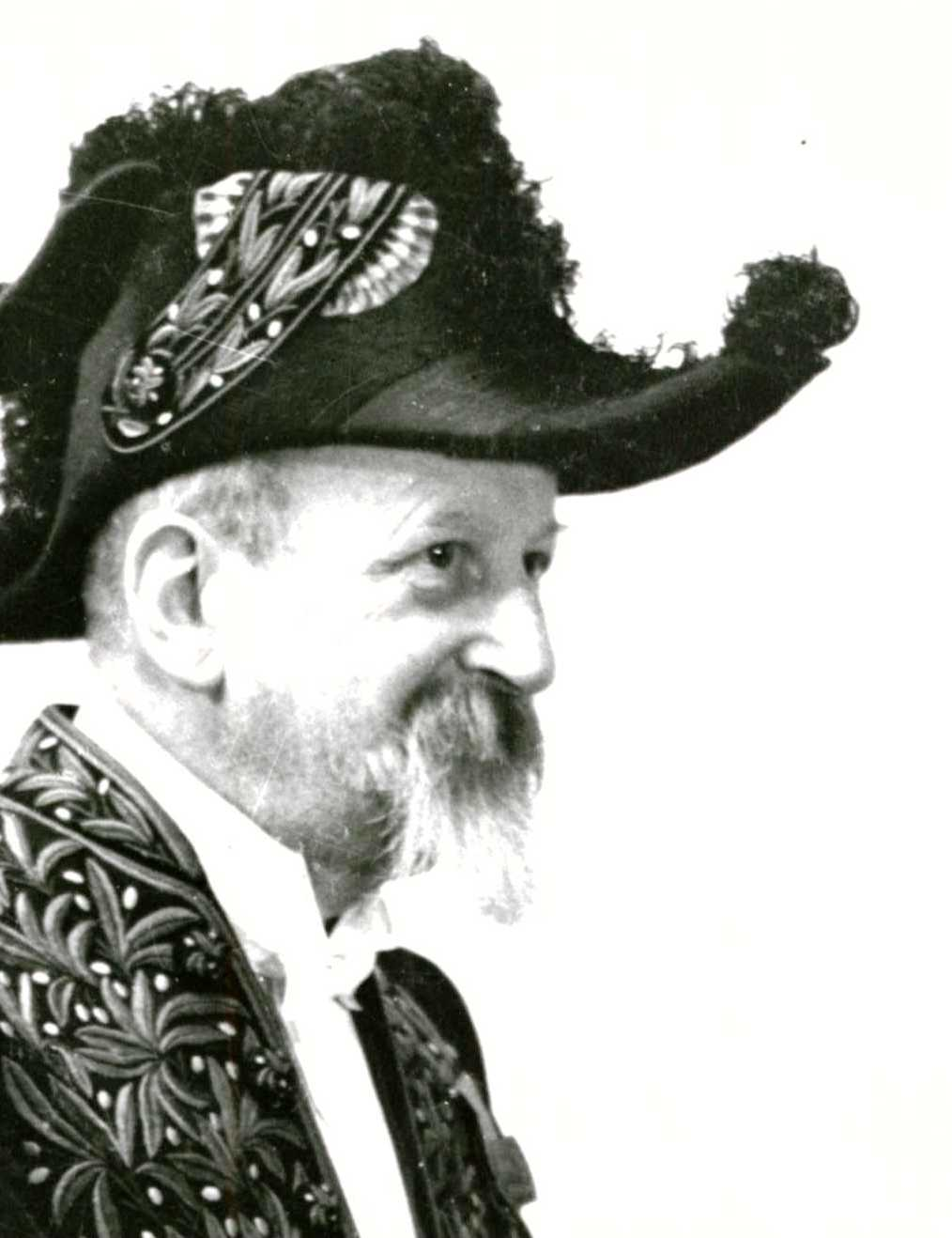
Alfred Merlin, etwa 1937

Alfred Merlin (* 13. März 1876 in Orléans; † 16. März 1965 in Neuilly-sur-Seine) war ein französischer Archäologe.

## Leben
Merlin studierte ab 1896 an der École normale supérieure in Paris und war von 1900 bis 1903 Mitglied der École française de Rome. 1901 begann er seine Tätigkeit in Tunesien, hier führte er Ausgrabungen in Thugga durch. Von 1905 bis 1920 war er Leiter der Antikenverwaltung von Tunesien.
Vor Mahdia in Tunesien war er ab 1907 mit der Untersuchung des von einem griechischen Schwammtaucherkapitän entdeckten Schiffsfundes von Mahdia beschäftigt, dessen Bedeutung und Zugehörigkeit zu einem Schiffswrack er erkannte. Unter anderem gelang ihm die Bergung einer Hermesstatue. Aufgrund mangelnder finanzieller Unterstützung musste er weitere Unterwassertauchgänge vor Mahdia abbrechen. Er gehört zu den Pionieren der Unterwasserarchäologie.
Ab 1921 war er an der Antikenabteilung des Louvre in Paris tätig, von 1937 bis 1946 als deren Leiter. 1912 wurde er korrespondierendes, 1928 ordentliches Mitglied der Académie des Inscriptions et Belles-Lettres, die er als Secrétaire perpétuel von 1948 bis 1964 leitete. Seit Dezember 1952 war er assoziiertes Mitglied der Königlichen Akademie von Belgien. Er war Mitglied der Ehrenlegion (Kommandeur).

## Veröffentlichungen (Auswahl)
- L’Aventin dans l’Antiquité (= Bibliothèque des Ecoles Françaises d’Athènes et de Rome 97). Fontemoing, Paris 1906, (Digitalisat; zugleich: Paris, Universität, Dissertation, 1905/1906).

## Film und Fernsehen
- 2010: Schatzjagd in der Tiefe – Der Unterwasser-Pionier.  Szenische Dokumentation in der Reihe Terra X, Deutschland, 40 Min., Film von Kay Siering und Marc Brasse, Programminformation (Memento vom 3. Dezember 2016 im Internet Archive)